# Nuovi Territori
I Nuovi Territori (in inglese New Territories, in cinese 新界 Xīnjiè che significa "nuova frontiera") sono la regione di Hong Kong non comprendente le isole di Hong Kong, Kowloon e Stonecutters Island.

## Geografia
Storicamente, questa è la regione descritta nella Convenzione per l'estensione del territorio di Hong Kong, secondo la quale i territori comprendono la vasta area a nord di Boundary Street nella penisola di Kowloon e a sud del fiume Shenzhen, che divenne il confine tra Hong Kong e la Cina, oltre a più di 200 isole periferiche (Outlying Islands) incluse Lantau Island, Lamma Island, Cheung Chau, e Peng Chau nel territorio di Hong Kong.

## Storia
La convenzione di cessione dei territori a Hong Kong fu siglata il 9 giugno 1898 a Pechino. Il contratto di affitto permetteva agli inglesi di avere piena giurisdizione sui recenti acquisti di territorio, necessari ad assicurare una difesa militare adeguata alla colonia insulare. Su queste terre, fin dal 1894, i britannici avevano manifestato precise mire, sostenute da varie ragioni: la necessità di aree cimiteriali, di un campo di esercitazione per le truppe, di uno spazio di sviluppo industriale. Decisive nel pervenire al contratto furono tuttavia le esigenze di sicurezza e difesa territoriale.
In base alla convenzione, i territori a nord dell'attuale Boundary Street e a sud del fiume Shenzhen, insieme alle circostanti isole di Hong Kong, vennero affittati dal Regno Unito per 99 anni, ossia fino al 30 giugno 1997. I governi di Regno Unito e Repubblica Popolare Cinese firmarono nel 1984 la dichiarazione congiunta che dispose il ritrasferimento alla Cina, a partire dal 1º luglio 1997, della sovranità sui territori affittati, insieme all'isola di Hong Kong e al resto della penisola di Kowloon, ceduti rispettivamente con il trattato di Nanchino (1842) e con la prima convenzione di Pechino (1860).